# Silicato

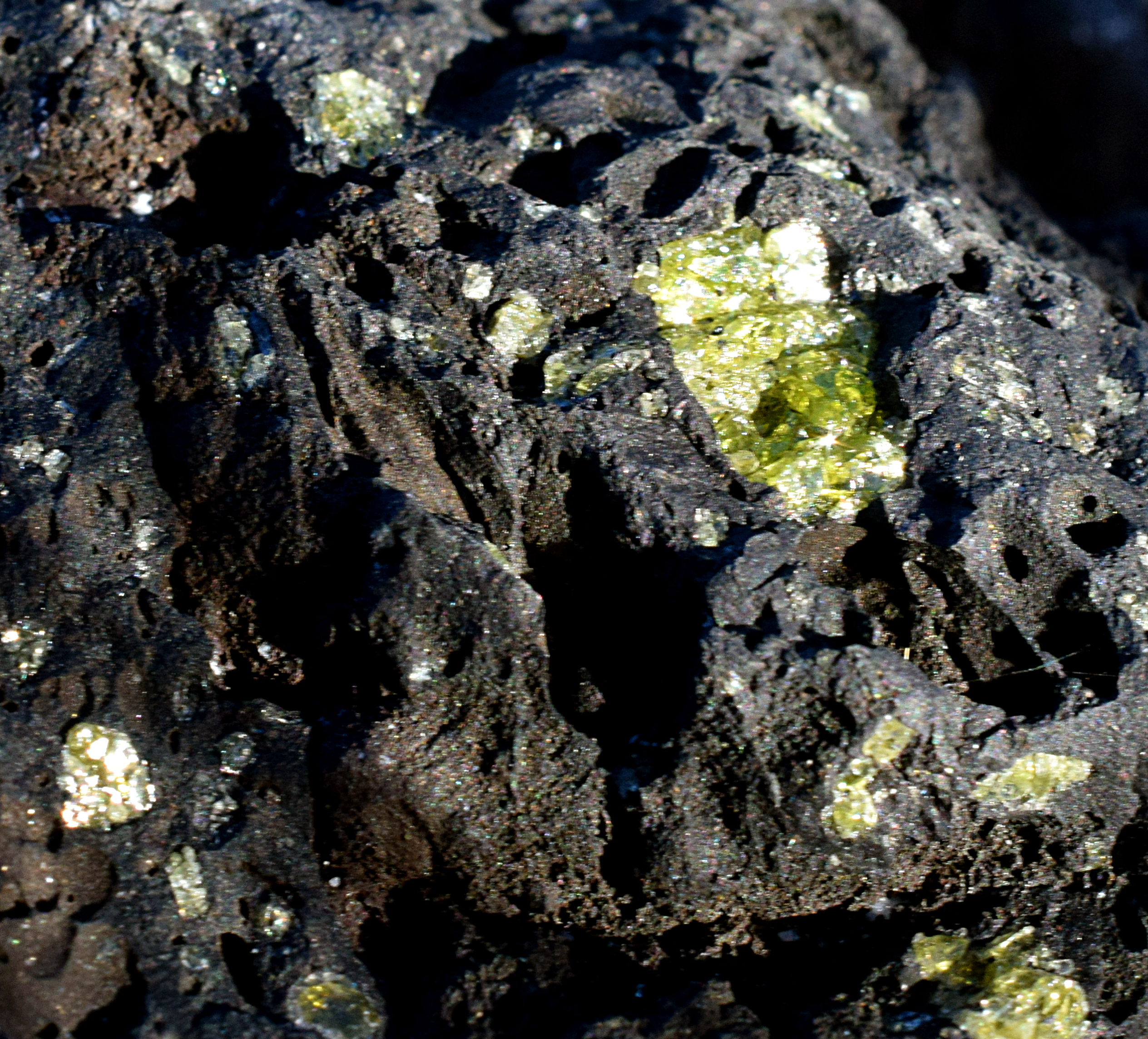
Basalto con olivina, Big Island, Hawaii.

I silicati sono la classe di minerali caratterizzati dalla presenza del gruppo tetraedrico (SiO4)4-. Il nome silicati fu adottato per la prima volta dal chimico svedese Jöns Jacob Berzelius.
Ossigeno e silicio sono gli elementi più abbondanti della crosta terrestre (46,6% e 27,7% in peso, rispettivamente) e questo rende i silicati i minerali più diffusi sulla litosfera (più del 90%). Questi si presentano all'interno di rocce magmatiche, metamorfiche e sedimentarie.

## Struttura generale
Silicio e ossigeno si dispongono in una struttura tetraedrica (poliedro di coordinazione quattro), al cui centro è presente uno ione di silicio (più piccolo degli atomi di ossigeno) e ai vertici della quale si dispongono quattro ioni di ossigeno. Secondo il concetto di elettronegatività di Pauling, il legame tra silicio e ossigeno, è per il 50% ionico e il 50% covalente.

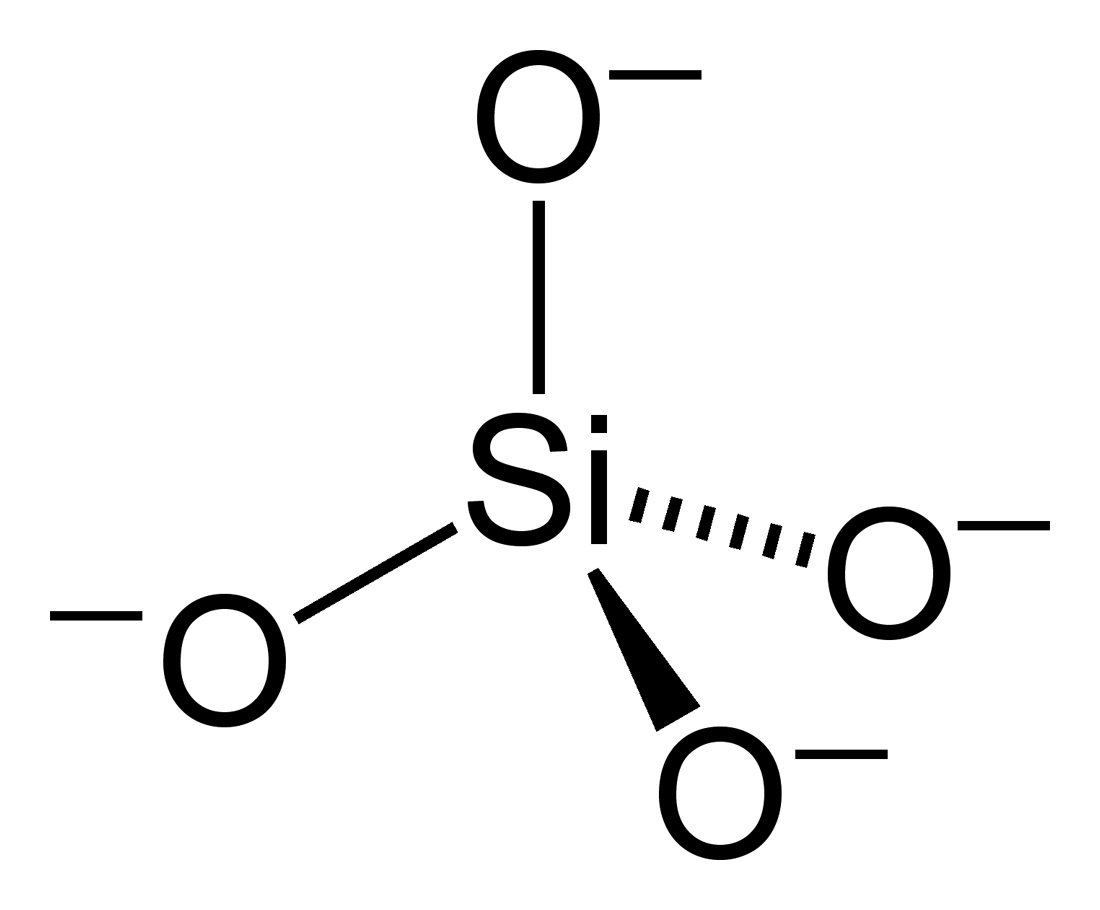
Struttura del tetraedro dei silicati.

Essendo il numero di ossidazione del silicio +4, e quello dell'ossigeno −2, complessivamente ogni tetraedro presenta un eccesso di carica negativa (-4). La forza di ogni singolo legame Si-O è uguale alla metà dell'energia totale di legame disponibile nello ione ossigeno. Ciascuno di questi ha perciò la potenzialità di legarsi ad un altro ione silicio e partecipare ad un altro tetraedro collegando quindi i tetraedri tramite ossigeni condivisi o ossigeni ponte. Il silicio nella struttura può essere sostituito da alluminio (si parla allora di alluminosilicati).

## Classificazione dei silicati
Inizialmente i silicati venivano classificati basandosi su caratteristiche fisiche, come forma cristallina e sfaldatura. Tuttavia tale classificazione non era concorde con quella chimica, che considerava questi minerali come sali di una serie di acidi silicici, in buona parte ipotetici.
 

Grazie a Machatschki e a Bragg nel 1930 (in seguito alla scoperta dei raggi X nel 1912) si propose una classificazione basata sulla struttura cristallina e nello specifico sulla modalità di concatenamento dei tetraedri di (SiO4)4-. 

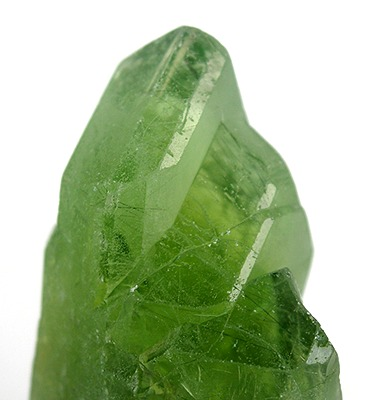
Olivina.

I tetraedri possono esistere isolati oppure legati tra loro. Si distinguono a seconda del numero di vertici in comune tra i tetraedri (SiO4)−4(0,1,2,3 o 4). Da questo dipende il reticolo cristallino di ogni silicato e la quantità e tipo di metalli in esso presenti:
- Nesosilicati: tetraedri isolati. Il gruppo base ha formula chimica (SiO4)4-. Una conseguenza della struttura è che la sfaldatura è generalmente assente. Fanno parte di questo gruppo i granati e l'olivina (non riconosciuto dall' IMA come minerale perché è un termine intermedio della serie forsterite-fayalite), le cui formule chimiche sono rispettivamente X3Y2(SiO4)3 e (Mg, Fe)2SiO4.
- Sorosilicati: coppie di tetraedri legati tra di loro. Il gruppo base ha formula chimica (Si2O7)6-. Fanno parte di questo gruppo l'emimorfite (Zn4(Si2O7)(OH)2·(H2O)) e gli epidoti (Ca2(Fe, Al)Al2O(SiO4)(Si2O7)(OH)).
- Ciclosilicati: tetraedri legati ad anello. Per anelli di sei tetraedri si hanno il berillo (Be3Al2(Si6O18)), e la tormalina (Na,Ca)(Li, Mg,Al)-(Al,Fe, Mn)6(BO3)3-[Si6O18](OH)4.
- Inosilicati: catene singole (pirosseni) o doppie (anfiboli) di tetraedri. Le formule generali sono XYZ2O6 e W0-1X2 Y5 Z8 O22(OH,F)2.
- Fillosilicati: piani di tetraedri, dove ogni tetraedro condivide 3 ossigeni, che formano dei piani sottili (lamine). Il silicato più diffuso di questo gruppo è la mica; sono miche la muscovite, formula KAl2(AlSi3O10)(OH)2, anche detta mica bianca, e la biotite, formula K(Mg, Fe)3AlSi3O10(OH)2, anche detta mica nera. Un altro sottogruppo della famiglia dei fillosilicati sono i minerali argillosi, che comprendono il talco, formula Mg3Si4O10(OH)2 e la caolinite, formula Al2Si2O5(OH)4.
- Tectosilicati: un reticolo tridimensionale, dove ogni tetraedro condivide 4 ossigeni. Appartengono a questo gruppo i feldspati, che comprendono ortoclasio, formula KAlSi3O8, anortite, formula CaAl2Si2O8, albite, formula NaAlSi3O8 e il quarzo SiO2. Oltre a silicio e ossigeno si trovano spesso associati elementi, quali alluminio, calcio, ferro, magnesio e manganese.

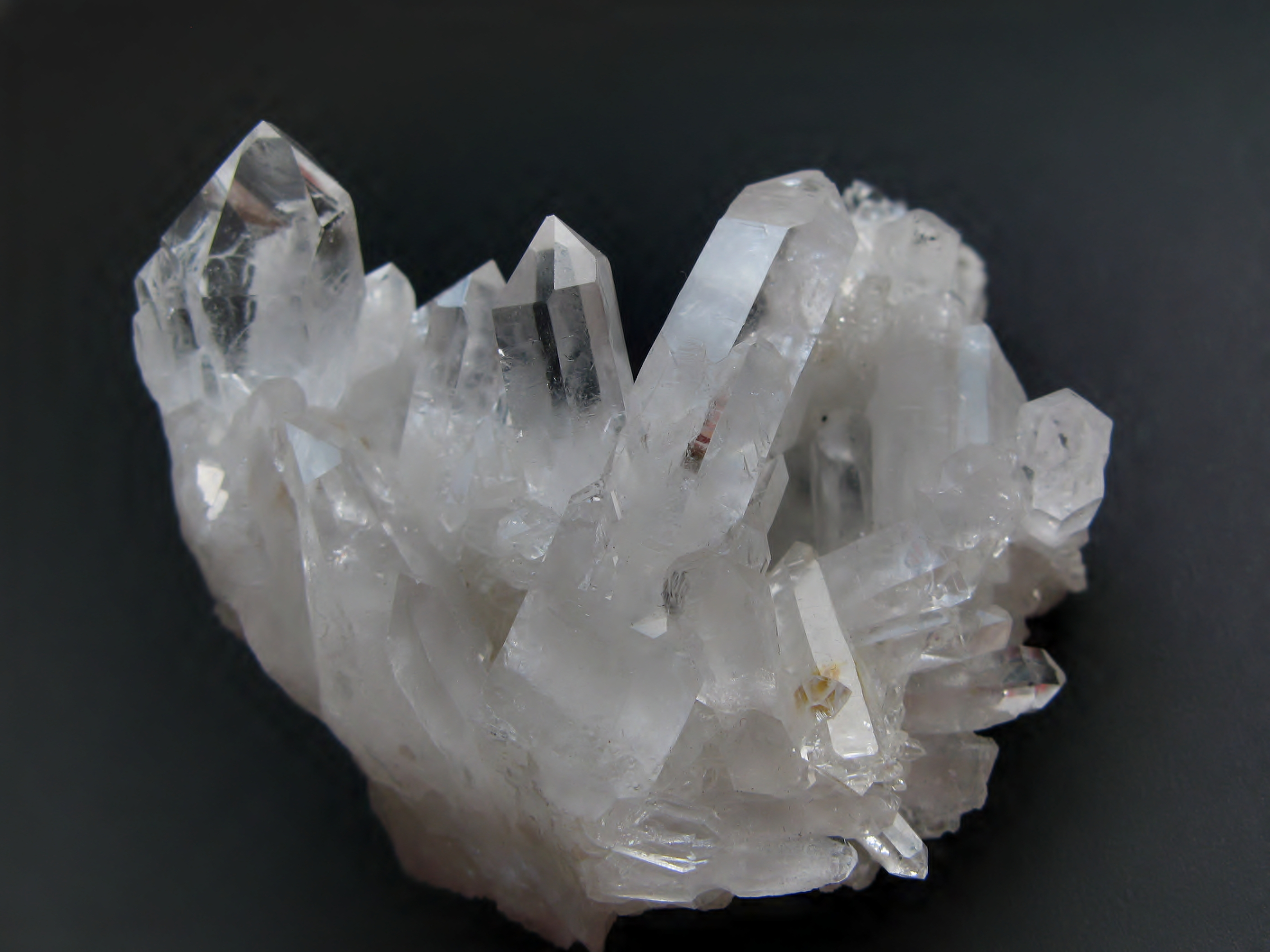
Il quarzo è un tectosilicato, con composizione chimica SiO_{2}.

## Formazione (Minerogenesi)
Le modalità di formazione (minerogenesi) sono: 

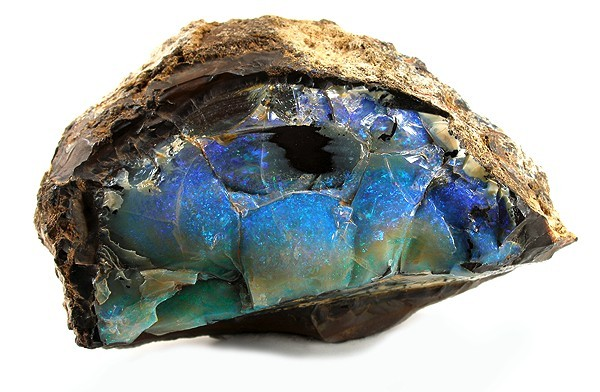
Inclusione di opale, Queensland, Australia.

- Stadio ortomagmatico, origina: olivina, pirosseni, anfiboli, miche, feldspati, feldspatoidi e quarzo.
- Stadio pegmatitico-pneumatolitico, si formano principalmente: tormalina, topazio, berillo, zircone.
- Stadio idrotermale, sono tipici alcuni minerali argillosi, soprattutto del gruppo della caolinite, le zeoliti, l’opale e il quarzo.
- Metamorfismo di contatto, caratteristici di questo processo sono: la cordierite, la vesuvianite.
- Silicati tipici si possono originare anche nel processo metamorfico regionale, quali: i granati, la wollastonite, il talco.
- Processo sedimentario in cui si formano altri silicati come argille, zeoliti, feldspati, opale, quarzo.

## Proprietà fisiche
Le caratteristiche di durezza e sfaldatura non variano in maniera continua alla classificazione precedente. Si possono considerare due gruppi: il primo costituito dai Neso-, Soro-, Ciclo- e Tectosilicati, nei quali i tetraedri sono disposti senza preferenze direzionali; il secondo formato dagli ino- e fillosilicati nei quali invece si ha uno sviluppo direzionale netto.

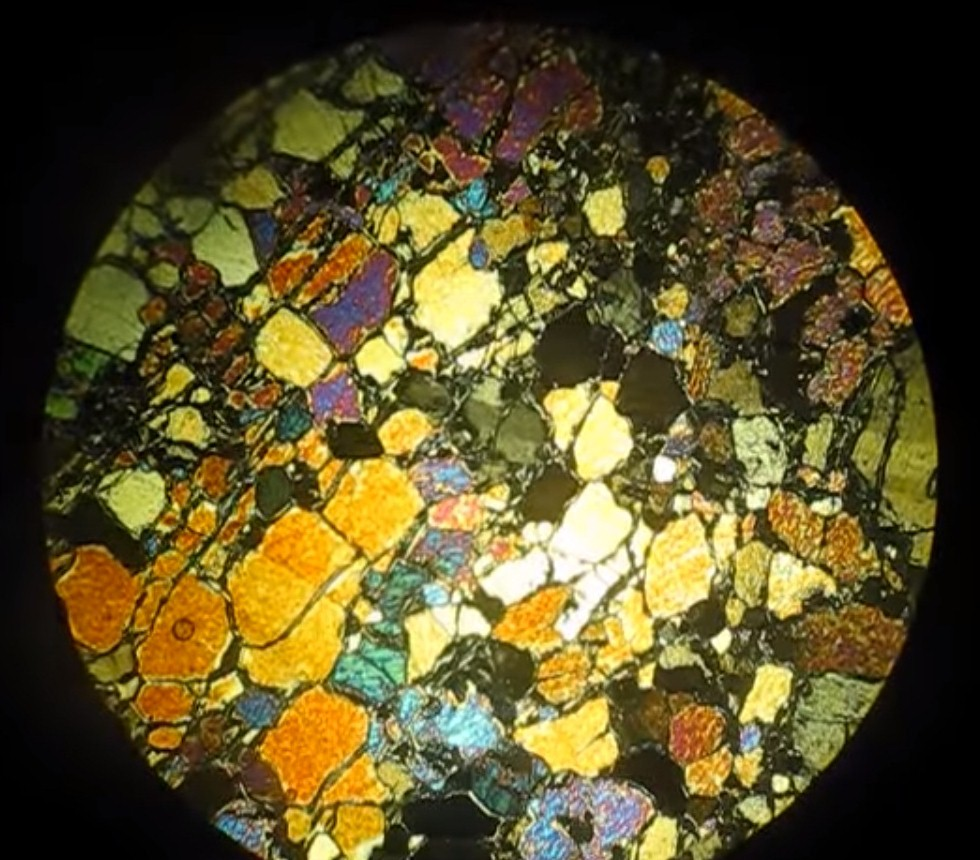
Olivina sotto luce polarizzata.

Nei silicati del primo gruppo, la sfaldatura non è generalmente presente oppure non risulta facile, mentre la durezza è elevata (tra 5 e 8). I minerali del secondo gruppo presentano sfaldature facili, talvolta perfette, con valori di durezza variabili (tra 1 e 6) a seconda delle impalcature silicatiche. Il peso specifico nei silicati, di norma, è compreso tra 3-4, tranne per i fillosilicati che si abbassa sotto al 3.

### Ottica
Per quanto riguarda le proprietà ottiche, si riscontra che gli indici di rifrazione diminuiscono passando dai neso- ai tectosilicati; la birifrangenza presenta invece valori modesti nei neso-, soro-, ciclo- e tectosilicati, e valori più elevati per gli ino- e i fillosilicati.